# Getto van Kovno
Het Getto van Kovno was een door Nazi-Duitsland opgezet Joods getto in Kovno (Kaunas) in Litouwen, ten tijde van de Tweede Wereldoorlog. Het getto, waar op zijn hoogtepunt 29.000 Joden gevangen zaten, was aanvankelijk onderverdeeld in twee delen, waarvan een later werd ontruimd en de bewoners ervan vermoord. Een groot deel van de bevolking werd gedeporteerd naar werkkampen. Daarnaast vonden er geregeld massamoorden plaats waarbij honderden of zelfs duizenden Joden het leven lieten. Het getto is dan ook een symbool geworden van de wreedheid van de nazi's. Na de ontmanteling van het getto op 1 augustus 1944 waren er slechts zo'n 2.000 overlevenden van de aanvankelijk 35 à 40 000 koppen tellende Joodse bevolking in Kovno.

## Geschiedenis

### Voor de Duitse invasie
Tussen 1929 en 1939 was Kovno de hoofdstad van Litouwen, aangezien Vilnius in die tijd deel uitmaakte van Polen. Met 35 tot 40.000 Joden - een kwart van de bevolking - kende Kovno een van de grootste Joodse gemeenschappen van het land. Daarnaast stond Kovno bekend als een van de bruisende Joodse centra van Europa, met een honderdtal Joodse organisaties, een handvol Joodse scholen en veertig synagoges.
In juni 1940 viel de Sovjet-Unie onder leiding van Jozef Stalin Litouwen binnen. In Kovno ging dit gepaard met een eerste vorm van onderdrukking van de Joodse gemeenschap. Verscheidene organisaties werden opgedoekt en de eigendommen van tal van Joden werden geconfisqueerd. Daarnaast werden Joden aangewezen als de schuldigen voor de Sovjet-invasie door het Litouws Activistenfront, opgericht door naar Berlijn gevluchte Litouwers.

### Duitse bezetting en oprichting getto

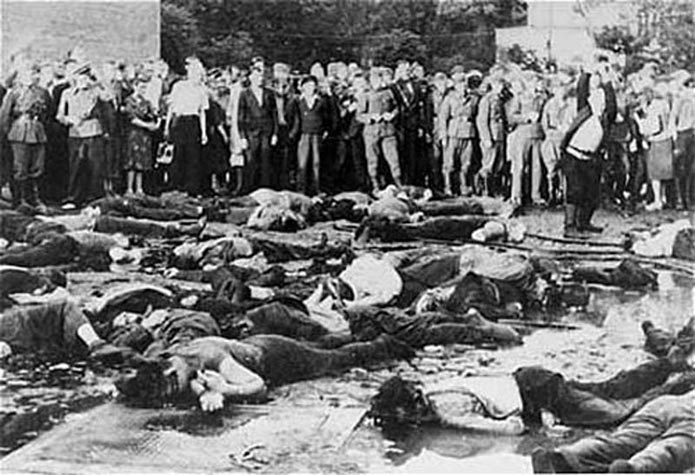
Het bloedbad van 27 juni 1941

Op 22 juni 1941 lanceerde Duitsland Operatie Barbarossa, waarbij de Duitsers snel terreinwinst boekten. Twee dagen later, op 24 juni, arriveerden de Duitse troepen al in Kovno, waar de Sovjet-soldaten in allerijl gevlucht waren. Het in de regio al gangbare antisemitisme escaleerde en voor het eerst werden er ook Joden geëxecuteerd. Op 27 juni werden een vijftigtal Joodse mannen uit hun huizen gehaald, publiek vernederd en geslagen. Vervolgens werden ze voor de ogen van honderden toeschouwers één voor één door een man met een ijzeren staaf doodgeslagen.
In juli 1941 ving het systematisch uitmoorden van Joden in Kovno aan. Hiervoor gebruikten de Duitsers een aantal forten die in de negentiende eeuw door de Russische Tsaren waren opgetrokken ter verdediging van de stad. Vooral bij Fort 9 ging het er heftig aan toe; op 29 oktober 1941 werden hier zo'n 9200 Joden vermoord. Naar dit bloedbad werd verwezen als de Große Aktion. Binnen een half jaar was de helft van de Joodse bevolking van Kovno uitgemoord en de nog resterende Joden werden geconcentreerd in een getto in de wijk Slobodka. De huizen hier waren klein en primitief, van stromend water was geen sprake. Overbevolking was een ernstig probleem en werd alleen maar erger doordat de omvang van het getto steeds meer werd ingeperkt. Aanvankelijk bestond het getto uit twee delen, een "groot" en een "klein" getto. Het kleine getto werd op 4 oktober 1941 opgeheven; de bewoners zijn vermoord bij Fort 9.
De Joodse Raad van Kovno installeerde binnen het getto ook werkplaatsen voor vrouwen, kinderen en ouderen en er was sprake van dwangarbeid voor de Duitse krijgsmacht. In september 1943 werd het getto overgenomen door de SS, die er een concentratiekamp van maakte. Hierdoor had de Joodse Raad ook bijna niets meer te zeggen. Op 26 oktober werden meer dan 2700 mensen gedeporteerd: arbeidsgeschikten naar werkkampen in Estland - kinderen, zieken en ouderen belandden in Auschwitz.

### Bevrijding en nasleep
Op 8 juli 1944 werd het kamp geëvacueerd. De meeste overgebleven Joden werden gedeporteerd naar de concentratiekampen Dachau of Stutthof. Drie weken voor de aankomst van de Sovjets trachtten de Duitsers het kamp met explosieven te vernietigen. Hierbij kwamen nog eens 2 000 mensen om; ze verbrandden levend of werden neergeschoten in een poging te vluchten. Op 1 augustus arriveerden de Sovjet-soldaten in Kovno, waar alles bij elkaar slechts zo'n 500 Joden hadden overleefd -- zelfs met de gedeporteerde overlevenden hierbij opgeteld slechts een fractie van de grote, bloeiende Joodse gemeenschap die Kovno ooit gekend had. Het getto werd een symbool van de wreedheid en het bloedvergieten die de Duitsers aan de dag legden tijdens de Tweede Wereldoorlog.
In 1991 werd bij Fort 9 een monument onthuld ter nagedachtenis van de duizenden mensen die er het leven lieten.